# Батов, Иван Андреевич
Иван Андреевич Батов (1767 — 1841, Санкт-Петербург) — российский мастер по изготовлению музыкальных инструментов.
Был крепостным графа Н. П. Шереметева. Учился в Москве у мастера Владимирова. Изготовлял музыкальные инструменты в имении графа под Москвой для его оркестра. С 1803 года проживал в Санкт-Петербурге. Шереметев пожелал, чтобы Батов изучил также новое по тем временам ремесло — изготовление фортепиано. Этому Батов учился у мастера Гаука. Шереметев позволял ему принимать заказы только от музыкантов. По преданию, Батов сделал скрипачу и балалаечнику князя Потёмкина из старой гробовой доски балалайку, за которую граф А. Г. Орлов предлагал тысячу рублей. Батов неоднократно ремонтировал инструменты для музыкантов царского двора. В 1822 году получил от Д. Н. Шереметева вольную, по рассказам, за виолончель своей работы. Особого мастерства И. А. Батов добился при изготовлении струнных инструментов — гитар, скрипок, виолончелей. Изготовление контрабасов считал делом неблагодарным, делал их только в мастерской Владимирова.
За свою жизнь Батов создал 41 скрипку, 3 альта, 6 виолончелей и 10 гитар. Отреставрировал множество старинных скрипок итальянской работы. Особое внимание Батов обращал на качество дерева для инструментов. На приобретение его он не жалел денег и нередко покупал на материал старые двери и ворота.